# Хромосома 19 (людина)

Ідіограма 19-ї хромосоми людини

Хромосома 19 — це одна з 23 пар хромосом людини. За нормальних умов у людей дві копії цієї хромосоми. 19-та хромосома має в своєму складі 63 млн пар основ або 2-2,5 % від загальної кількості нуклеотидів в ДНК клітин.
Ідентифікація генів кожної хромосоми є пріоритетним напрямком наукових досліджень в генетиці. Проте дослідники застосовують різні підходи щодо визначення кількості генів в кожній хромосомі, внаслідок цього дані щодо їх кількості відрізняються. Це також стосується і хромосоми 19, в якій налічується від 1300 до 1700 генів.

## Гени 19-ї хромосоми
Найбільш досліджені гени 19-ї хромосоми:
| - Альфа-1-B-глікопротеїн - Альфа-актинін-4 - ABCA7 - ABHD8 - ABHD17A - ACER1 - ACP5 - ACP - Аполіпопротеїн E: має асоціацію з хворобою Альцгеймера - BCKDHA - CACNA1A - CALM2 - CALM3 - CALR - CASP14 - CNN2 - COMP - DMPK — Міотонінова протеїнкіназа - EYCL1 - FARSA - Гепсин - GCDH — глутарил-КоА-дегідрогеназа - HAMP - HCL1 - ICAM4 - Простатний специфічний антиген: (PSA) - NOTCH3 - NRTN: неуртурін, має асоціацію з хворобою Гіршпрунга - NWD1 - PEX11G - PRX - SLC5A5 - STK11: має асоціацію з синдромом Пейтца — Єгерса - TPM4 - WDR62 — Мікроцефалін | - ACP4 |

## Хвороби та розлади
- Хвороба Альцгеймера
- Центронуклеарна міопатія за автосомально-домінантним типом
- Полінейропатія Шарко-Марі-Тус
- Вроджений гіпотиреоз
- Геміплегічна мігрень
- Гемохроматоз
- Амавроз Лебера
- Лейциноз
- Множинна епіфізальна дисплазія
- Міотонічна дистрофія
- Синдром Марфана
- Олігодендрогліома
- Синдром Пейтца — Єгерса
- Псевдоахондроплазія
- Хвороба Брутона

| ДНК | Це незавершена стаття з генетики. Ви можете допомогти проєкту, виправивши або дописавши її. |